# Kornwaage (Getreide)

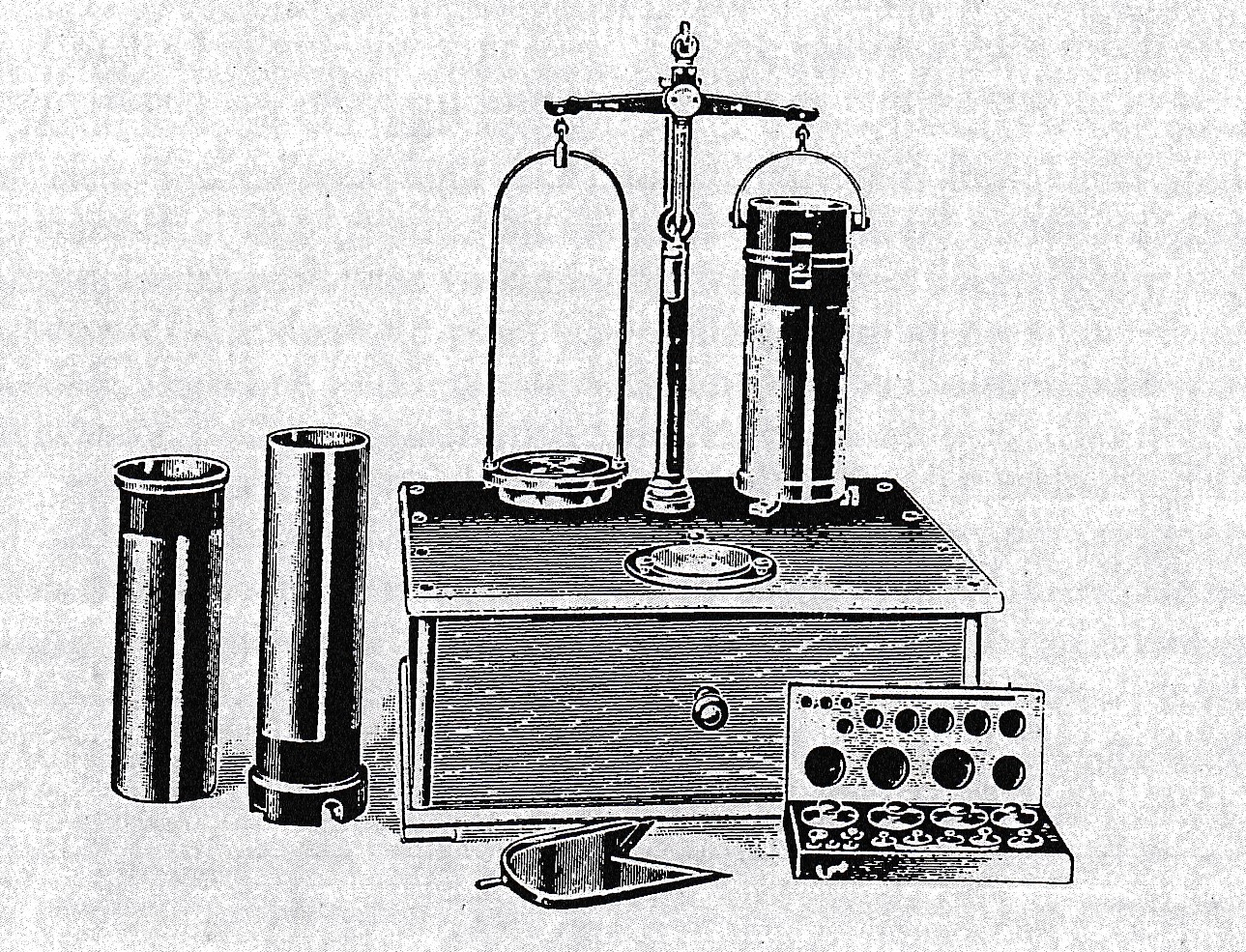
Eichfähiger Getreideprober (Kornwaage). Holzstich um 1870

Die seit dem 18. Jahrhundert gebräuchlichen Kornwaagen (Kornprober, Scheffelwaagen, Getreideprober, Getreidewaagen) dienten nicht zum Abmessen bestimmter Getreidemengen, sondern man prüfte mit ihnen die Qualität und Restfeuchte von Getreide, indem man die Schüttdichte (also das spezifische Gewicht des Getreidegutes einschließlich der zwischen den Körnern verbleibenden Hohlräume) durch Auswiegen eines normierten Volumens ermittelte.

## Geschichte
Schon im Mittelalter wurde dazu das Schüttgewicht durch Messen errechnet, doch gab es dazu noch keine speziellen Waagen. 
1726 gab der bedeutende Enzyklopädist technischer Errungenschaften seiner Zeit, Jacob Leupold, in seinem "Schauplatz der Gewichtkunst und Waagen" eine "Beschreibung einer Korn- oder Getraidwaage". Damals waren in den Küstenländern an Nord- und Ostsee „holländische Kornwaagen“ zur Bestimmung des Schüttgewichtes und damit der Getreidequalität in Gebrauch, deren Prinzip bis weit in die zweite Hälfte des 20. Jahrhunderts beibehalten wurde, jedenfalls dort, wo Getreide nach Volumen und nicht nach Gewicht gehandelt wurde. Auch als die vormetrischen Maße  (z. B. „ein holländischer Sack“ zu 81,072 Liter) außer Gebrauch kamen, die Kornwaagen also nicht mehr zur Bestimmung des Sackgewichts dienten, konnten sie weiter zur Qualitätsbestimmung gebraucht werden. 
1844 wurden in Hamburg und 1846 in Bremen geeichte Normal-Kornwaagen zur Verwendung am Handelsgericht angeschafft. 

## Prinzip und Handhabung
Die Kornwaage ist eine Proportionalwaage. Ihr typisches Kennzeichen ist ein zylindrisches Metallgefäß, das die eine Waagschale einer Balkenwaage bildet und bei Benutzung eines Abstreichholzes das präzise Volumen eines bestimmten Bruchteils eines handelsüblichen Volumenmaßes für Getreide fasst. 
Auf der Gegengewichtsseite lagen Gewichtsstücke mit entsprechenden Bruchteilen des verwendeten Pfundgewichtes. So waren Abweichungen vom Sollgewicht messbar. 